# Crowninshield Island
Crowninshield Island (ehem. Brown’s Island) ist eine 5 Acres (2 ha) große Insel im Marblehead Harbor im Atlantischen Ozean rund 120 Meter vor der Küste von Marblehead im Bundesstaat Massachusetts der Vereinigten Staaten. Sie wird als Naturschutzgebiet von der Organisation The Trustees of Reservations verwaltet.

## Schutzgebiet
Die Insel diente lange Zeit als Erholungsinsel für die Anwohner der nahen Umgebung und wurde den Trustees im Jahr 1955 von Louise DuPont Crowninshield geschenkt. In Salzwasser-Teichen können verschiedene Muscheln sowie tidenabhängige Pflanzen und Tiere betrachtet werden, an der Küste nisten Zugvögel. Es gibt außerdem Sandstrände sowie Frei- und kleinere Waldflächen. Besuchern der Insel steht ein Rundweg über die Insel zur Verfügung.